# フラワーチャイルド
フラワーチャイルドもしくはフラワーチルドレン（英: Flower child or Flower Children）は、1960年代から1970年代にかけてムーブメントを起こしたアメリカのヒッピーのことで、ベトナム戦争を背景に、平和と愛の象徴として花で身体を飾っていたためにこう呼ばれた。『武器ではなく、花を』は、彼らの有名なスローガンである。

## 概要
1967年のサマー・オブ・ラブで、特にサンフランシスコおよび近郊に集まったヒッピーの同義語として浸透した。フラワーチルドレンは、彼らが象徴とする花で、自分の身を着飾ったり花模様の服をきて、人々にも花を配ったことに由来する。メディアは、1960年代後半から1970年代にかけて、どんな種類のヒッピーでも広義でフラワーチルドレンと呼んだ。
詩人アレン・ギンズバーグが提唱した平和的抗議活動により、消極的抵抗と非暴力イデオロギーを用いて、ベトナム戦争反対の反戦運動などフラワーパワーと呼ばれた政治活動も行った。
現在では、自然を愛した平和主義者たちの総称。

## 背景
なぜ「象のアメリカ」が「蟻のベトナム」に勝てないのか、アメリカ国民の自国政府への不信感がつのった。ベトナム戦争が泥沼化する中、アメリカ国内では反戦運動が高まりをみせ、社会体制そのものを動揺させた。徴兵カードを焼き、鎮圧に出動した兵士の持つ銃口に花をさす若者は、フラワーチルドレンとよばれた。